# Marcus Coco
Marcus Regis Coco (* 24. června 1996) je guadeloupský profesionální fotbalista, který hraje na pozici pravého obránce za francouzský klub FC Nantes a guadeloupský národní tým.

## Klubová kariéra
Coco je mládežnickým produktem klubu EA Guingamp. Svůj debut v Ligue 1 si odbyl 1. února 2015 proti Girondins de Bordeaux, když nastoupil do zápasu a po 60 minutách byl vystřídán za Lionela Mathise.
Svůj 10. zápas odehrál v sezóně 2016/17, když 22. října 2016 vstřelil branku při výhře 1:3 nad Lyonem.
V červenci 2019, po sestupu Guingampu z Ligue 1, se Coco připojil k FC Nantes.

## Reprezentační kariéra
V říjnu 2023 byl Coco povolán do národního týmu Guadeloupe na několik zápasů Ligy národů CONCACAF 2023/24. Debutoval 12. října 2023 při prohře 2:1 se Svatou Lucií.

## Úspěchy
Guingamp
- Poražený finalista Coupe de la Ligue: 2018/19

Nantes
- Coupe de France: 2021/22